# Michigan Boy Boat
Michigan Boy Boat è il terzo mixtape commerciale del rapper statunitense Lil Yachty, pubblicato nel 2021.

## Tracce
1. Final Form – 2:15
2. Dynamic Duo (con Tee Grizzley) – 3:48
3. Concrete Goonies – 2:08
4. Don't Even Bother (featuring Veeze & Baby Smoove) – 2:36
5. G.I. Joe (featuring Louie Ray) – 2:47
6. Never Did Coke (featuring Swae Lee) – 3:04
7. Ghetto Boy Shit (featuring RMC Mike) – 3:05
8. Plastic (featuring Icewear Vezzo & Rio da Yung OG) – 3:34
9. Fight Night Round 3 (featuring Babyface Ray & Veeze) – 2:48
10. SB 2021 (featuring Sada Baby) – 2:57
11. Stunt Double (featuring Rio da Yung OG) – 2:03
12. SB5 (featuring Sada Baby) – 3:04
13. Hybrid (featuring Baby Tron) – 2:53
14. This That One (featuring KrispyLife Kidd, Louie Ray, Slap Savage, Veeze & YN Jay) – 3:22